# Chuông bát

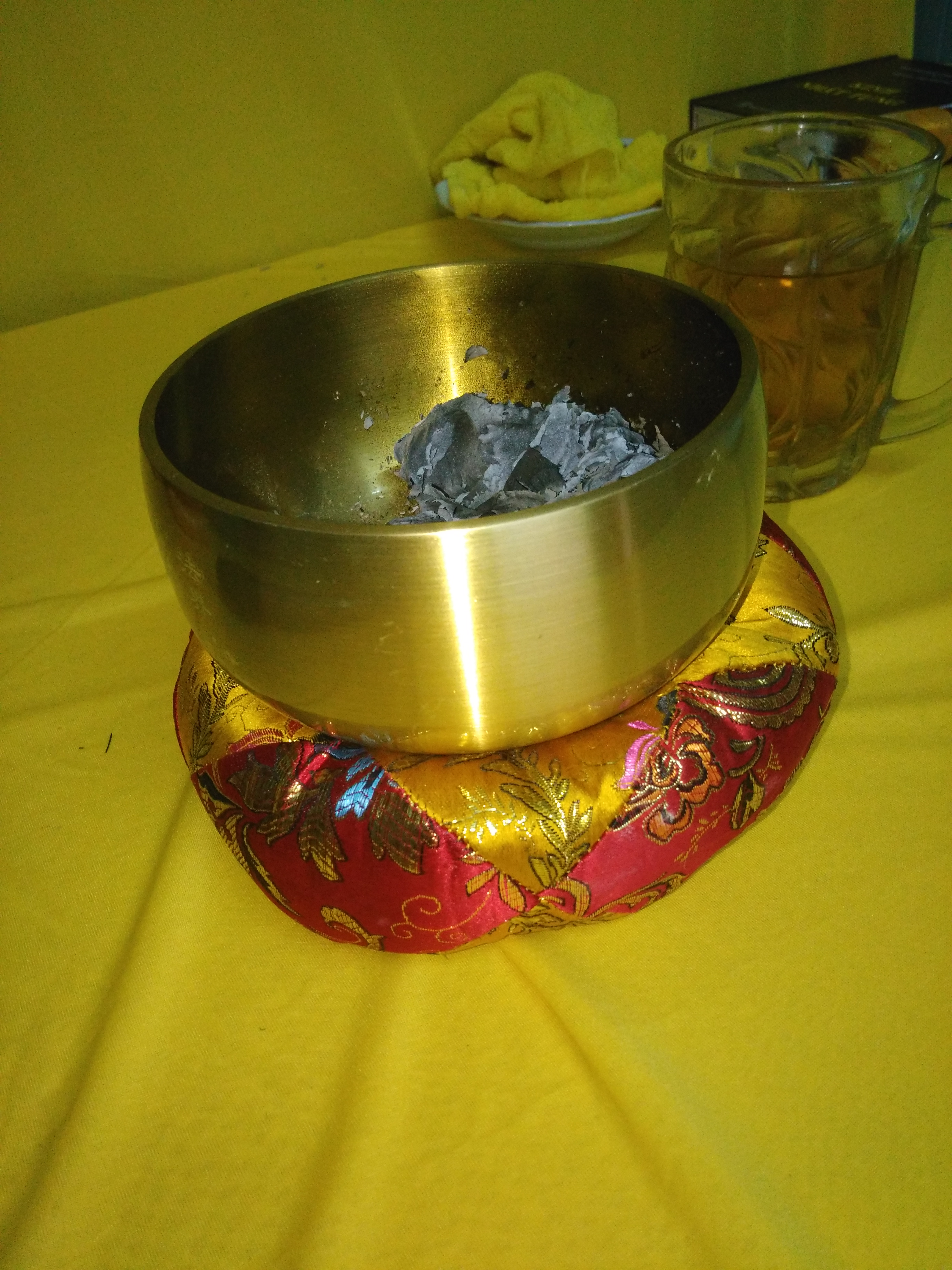
Chuông bát ở Việt Nam

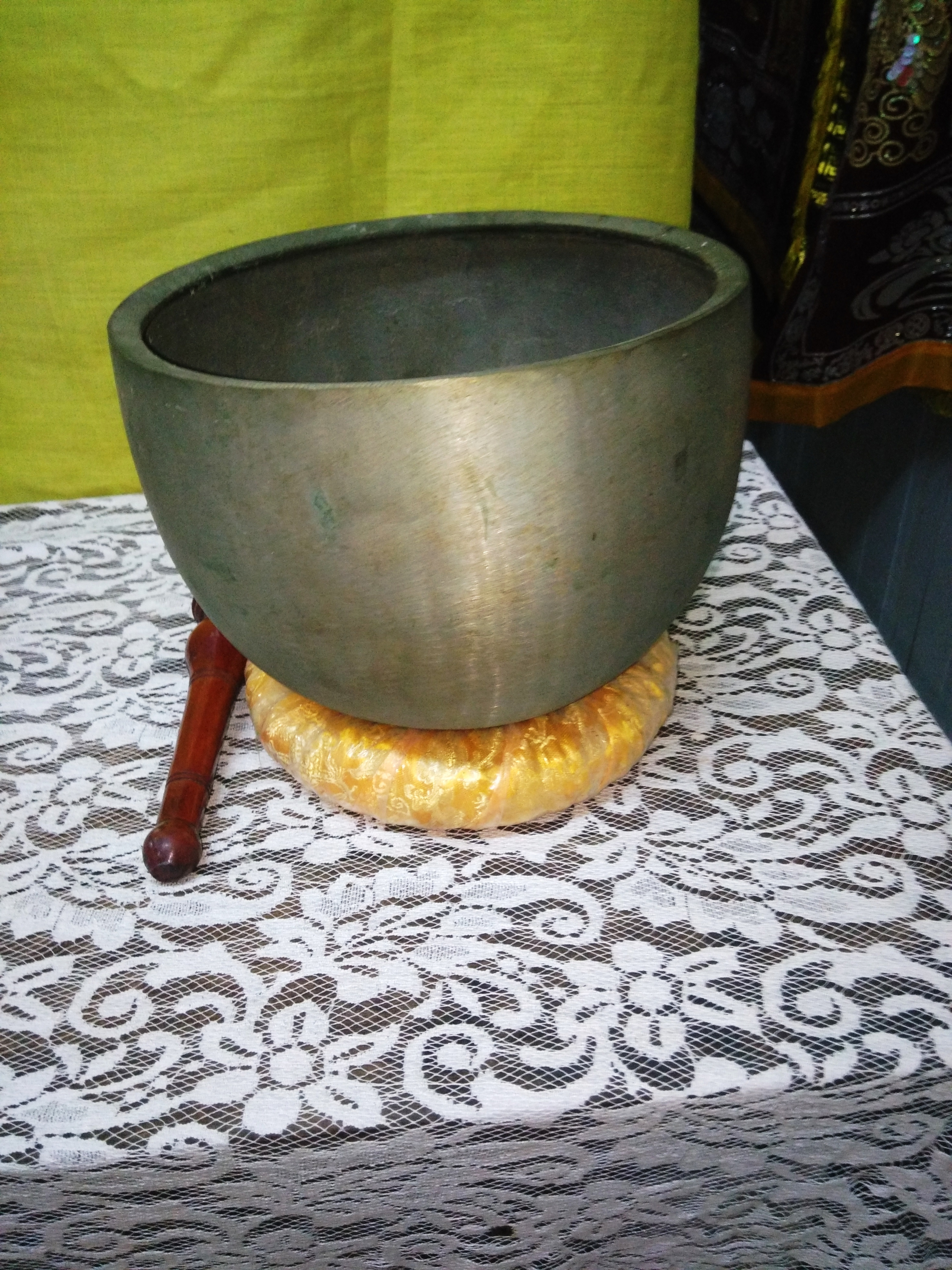
Một chiếc chuông bát tụng kinh

Chuông bát (Standing bell) là một loại chuông lộn ngược, được đỡ từ bên dưới với vành ở trên cùng giống như hình chiếc bát (chén), loại chuông như vậy thường có hình cái bát và có nhiều kích cỡ khác nhau, đường kính từ vài cm đến một mét. Chuông bát được sử dụng trong một số thực hành nghi lễ cúng bái ở Phật giáo và cũng được sử dụng khi thiền định và tụng kinh. Chuông bát được sử dụng để gõ nhẹ tạo tiếng vang ngân bổ trợ tốt cho thiền định và thư giãn. Việc sử dụng chuông bát như trở nên phổ biến trong phương pháp trị liệu bằng âm nhạc (tương tự như âm thoa) và trong môn yoga. Chuông bát còn có tên gọi khác dựa vào hình dáng như bát, chậu, cốc, theo tính chất tôn giáo như bát cầu nguyện, bát khất thực, bát Himalaya, chuông bát Tây Tạng hay còn gọi là chuông ngân (Singing bowl). Nhạc cổ điển đương đại sử dụng với nhiều tên khác bao gồm chuông chùa, bát khất thực, chuông nhà Phật, chuông chùa Nhật Bản, chuông Phật giáo, chuông xoay và chuông bát. Có bằng chứng cho thấy chuông bát có nguồn gốc từ Trung Quốc. Ở phương Tây, chuông bát đôi khi được sử dụng trong y học thay thế, ngày nay, chúng ưa chuộng cho việc trị liệu có lẽ xuất phát từ các nghiên cứu phương thức rung động âm thanh du dương của chúng.

## Hình ảnh

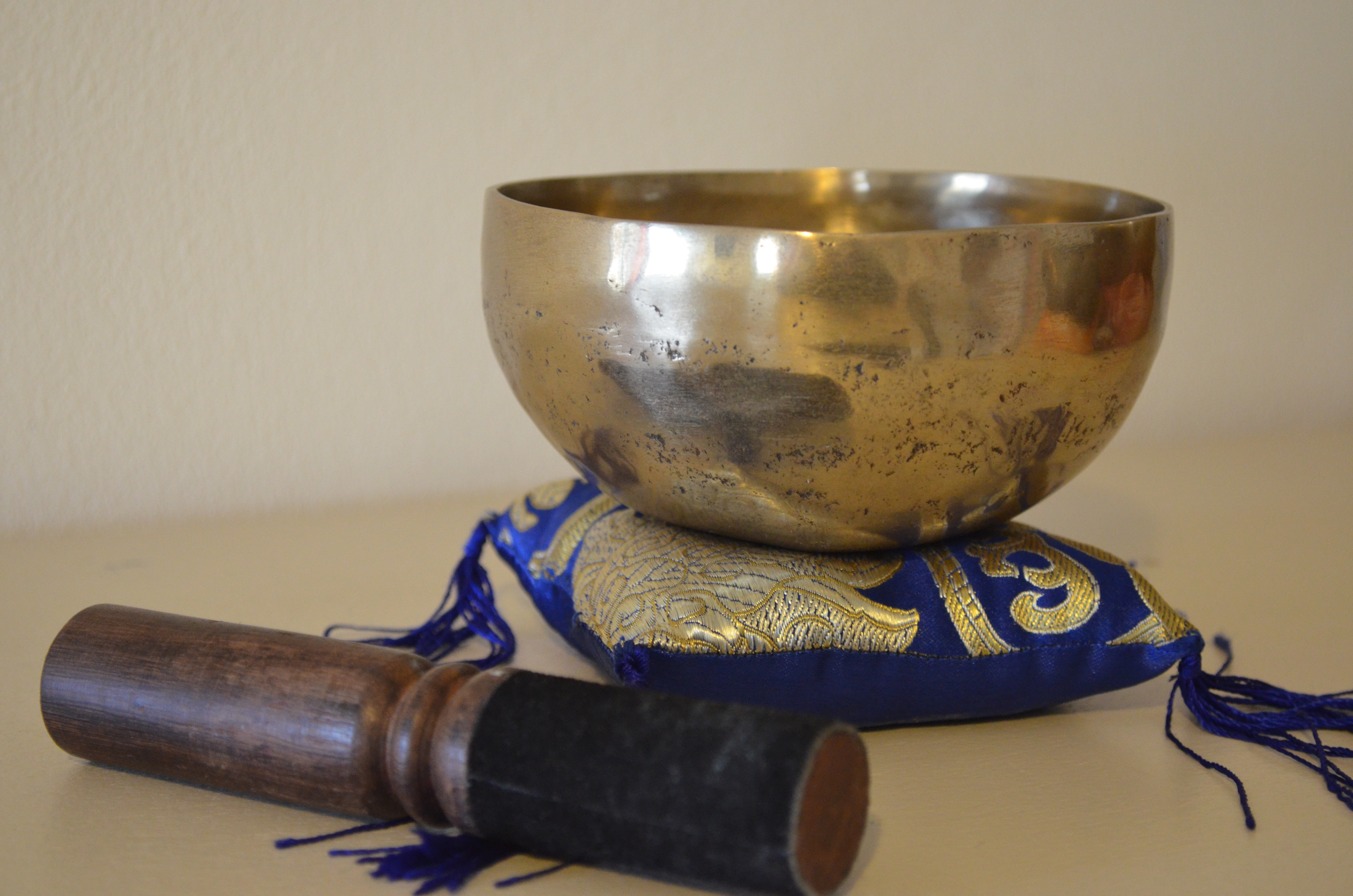
Một chiếc chuông bát
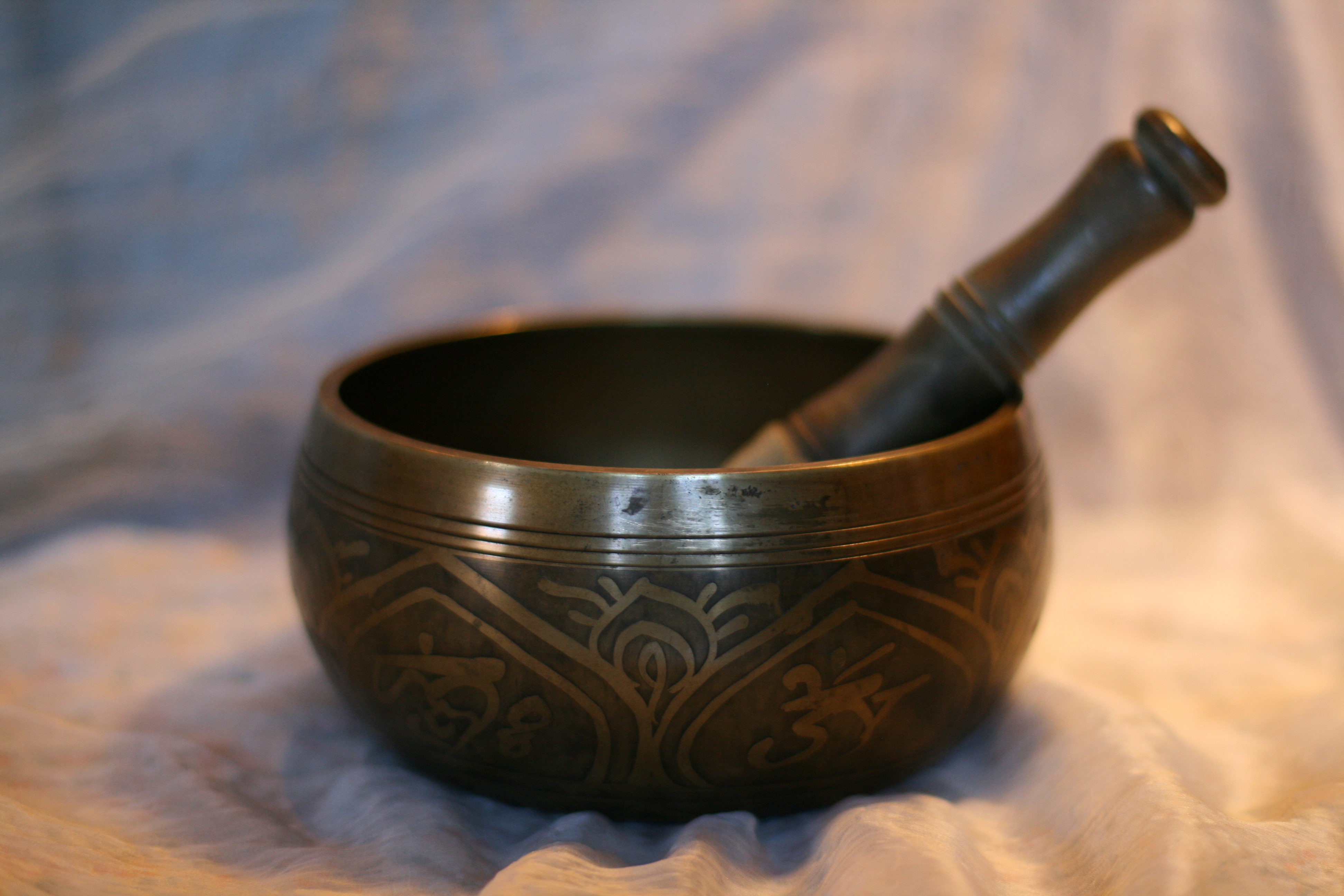
Một chiếc chuông xoay ở Nepal
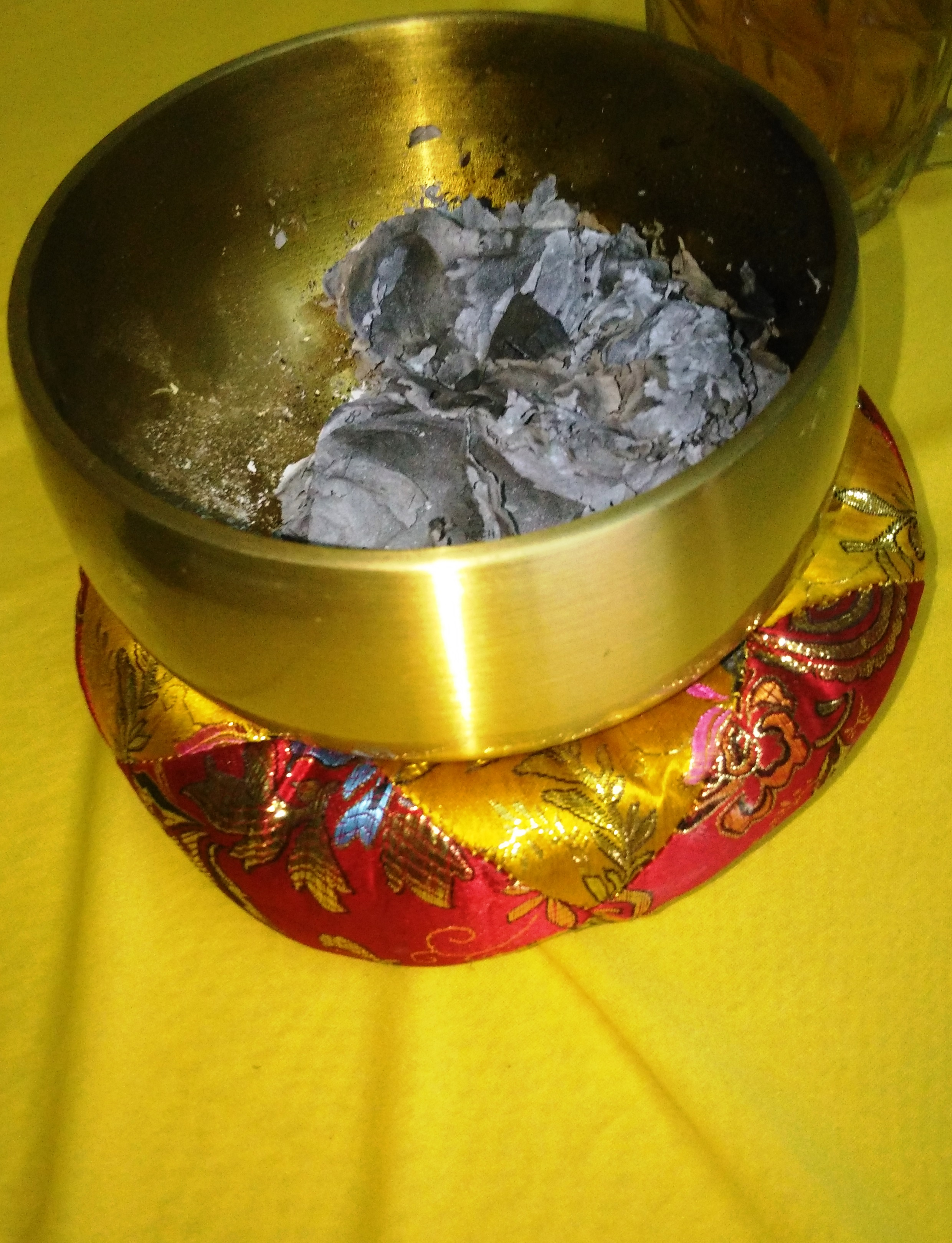
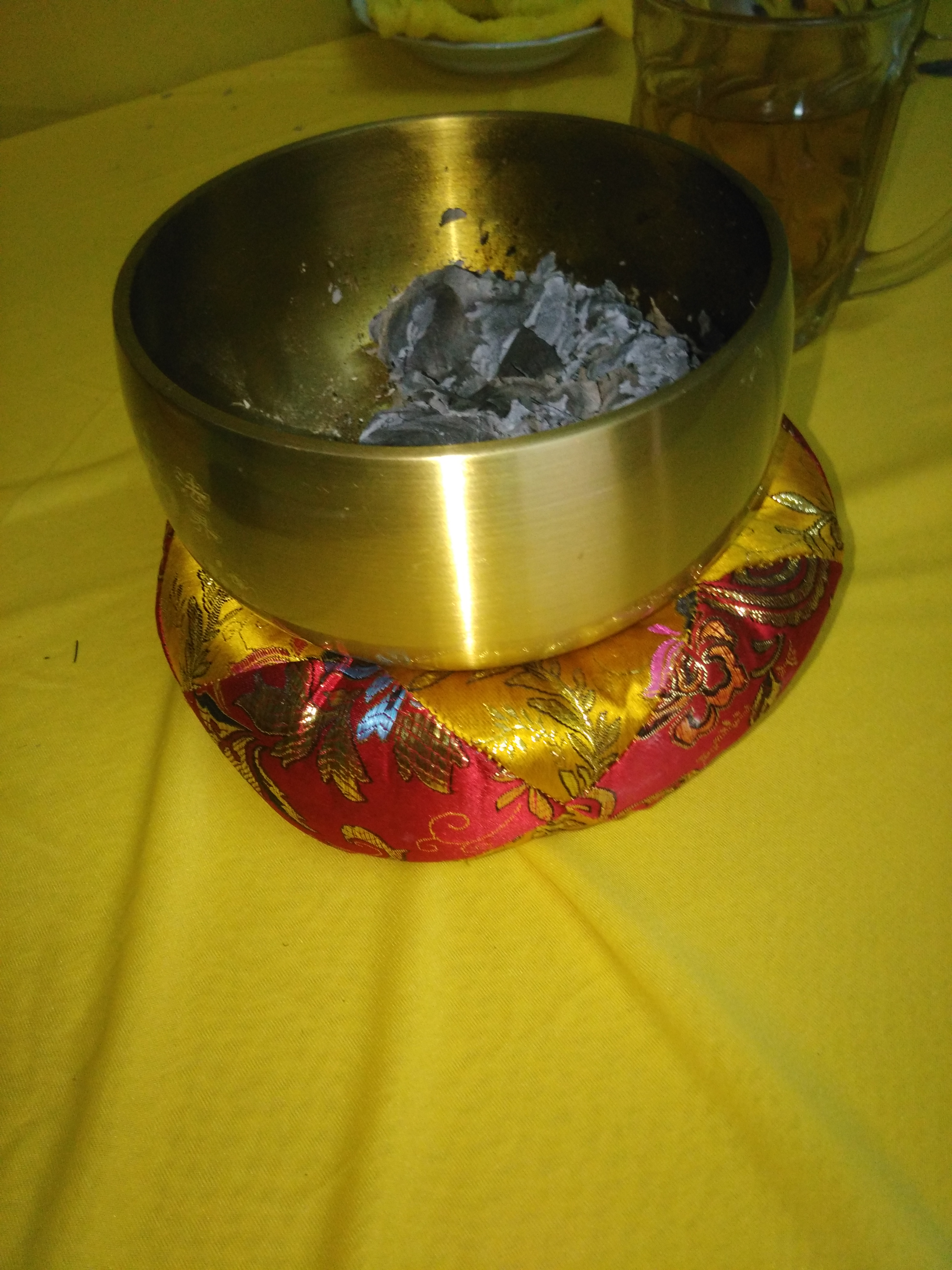